# Walter Höltje
Walter Höltje (* 2. September 1920 in Holzminden; † 5. November 2000 ebenda) war ein deutscher Architekt und Hochschullehrer, der u. a. mit dem Bau der Dortmunder Westfalenhalle bekannt wurde.

## Leben
Walter Höltje begann 1938 nach einer Maurerlehre ein Studium an der Baugewerkschule Holzminden, das er 1939 für den Kriegsdienst unterbrechen musste. Nach einer schweren Verwundung 1941 konnte er das Studium in Holzminden ab 1942 fortsetzen und wechselte 1944 an die TH Danzig. Nach der Flucht aus Danzig im Januar 1945 konnte Höltje das Architekturstudium 1946 an der TH Braunschweig (heute: TU Braunschweig) fortsetzen und erhielt dort 1948 sein Diplom. Besonderen Einfluss sah Höltje dabei rückblickend in der Begegnung mit dem in Braunschweig lehrenden Johannes Göderitz.
Walter Höltje arbeitete zuerst als städtebaulicher Planer, empfohlen von seinem Lehrer Johannes Goederitz, von 1948 bis 1950 im Dortmunder Stadtplanungsamt an der Neuordnung der kriegszerstörten Innenstadt mit; ab 1950 war er als Architekt in Dortmund selbständig. Bereits sein erster Auftrag, der Wiederaufbau der kriegszerstörten Westfalenhalle (mit Horst Retzki), wurde als vorbildliche Konstruktion und zeitgemäße Schöpfung bundesweit bekannt. Bis in die 1960er Jahre war Walter Höltje mit der Errichtung von drei weiteren Hallen (darunter der Westfalenhalle IV mit ihrem Hängedach) und einem Hotel maßgeblich am Ausbau des Westfalenhallenkomplexes beteiligt. Dazu kamen mehrere herausragende Dortmunder Bauwerke, wie das bedeutende und als Denkmal gewürdigte, dennoch 1996 gesprengte Haus der Bibliotheken der Stadt- und Landesbibliothek Dortmund (mit Karl Walter Schulze), das Hafenamt Dortmund, das Kaufhaus Bauer in der Brückstraße und das HHG-Gebäude am Neutor (mit Alfred Kalmbacher), die mit klarer Konzeption und filigraner Detaillierung eine gleichermaßen bescheidene wie selbstbewusste Architekturhaltung vertreten. Mit der Berufung als Professor an die FH Holzminden, die Nachfolgeinstitution der o. g. Baugewerkschule, widmete sich Höltje verstärkt der Lehre.
Der Bestand Höltje mit einem Umfang von etwa 3000 Plänen und einzelnen Akten konnte 1996 vom Nachfolgebüro in das heutige Baukunstarchiv NRW übernommen werden, umfasst jedoch einem überlieferten Werkverzeichnis zufolge nicht mehr das komplette Werk. Neben verschiedenen Wohn- und Geschäftshäusern bildet das Haus der Bibliotheken (Stadt- und Landesbibliothek) einen wesentlichen Bestandteil dieses Nachlasses, während frühe Projekte nur in geringem Umfang überliefert sind.